# Cloniocerus ochripennis
Cloniocerus ochripennis är en skalbaggsart som först beskrevs av Stefan von Breuning 1940.  Cloniocerus ochripennis ingår i släktet Cloniocerus och familjen långhorningar. Inga underarter finns listade i Catalogue of Life.